# Novosilka, Tlumaci
Novosilka (în ucraineană Новосілка) este un sat în comuna Petrîliv din raionul Tlumaci, regiunea Ivano-Frankivsk, Ucraina.

## Demografie
Componența lingvistică a localității Novosilka
     Ucraineană (99,43%)
     Alte limbi (0,57%)
Conform recensământului din 2001, majoritatea populației localității Novosilka era vorbitoare de ucraineană (99,43%), existând în minoritate și vorbitori de alte limbi.